# Peti carigradski sabor
Peti carigradski sabor niz je od tri sabora iz godine 1341., 1347. i 1351., priznat je od Pravoslavne Crkve.
Neposredni uzrok sazivanja sabora bio je spor oko mistične doktrine isihazma, čiji je predvodnik bio redovnik Grigorije Palama. Sljedbenici isihazma tvrdili su, da kroz niz mističnih praksi mogu vidjeti Boga u Njegovom vječnom svjetlu. To je dovelo do podjela u Pravoslavnim Crkvama. Pripadnici pokreta bili su protiv patrijarha Carigrada, zajedno s većim dijelom aristokracije. Imali su pozitivno mišljenje o Crkvi u Rimu, ali je papin legat Pavao iz Smirne osudio njihov nauk kao herezu.
Početkom lipnja 1341., bizantski car Andronik III. Paleolog saziva sabor u Carigradu za rješavanje problema s ortodoksnim učenjima Grigorija Palame. 
Odredbe tog sabora, koje odobravaju isihazam, izazvale su gnjev carigradskog patrijarha Ivana XIV. Kalekasa. Na njegovu inicijativu saziva se još jedan sabor 1344. godine, koji osuđuje Palamu kao heretika i traži, da ga se zatvori. No, ubrzo je došlo do svađe oko toga između patrijarha i carice Ane Savojske. Stoga carica saziva još jedan sabor u veljači 1347., koja je obnovila odredbe sabora iz 1341.
Ubrzo nakon sabora,u Carigrad je ušla vojska Ivana VI. Kantakuzina, koji je okrunjen cara. Nakon krunidbe saziva još jedan sabor, na kojeg su pozvani i predstavnici ostalih pravoslavnih crkava. Sabor je konačno priznao isihazam.